# Športski kuglački klub Koprivnica (muškarci)
Športski kuglački klub Koprivnica (ŠKK Koprivnica; Koprivnica) je muški kuglački klub iz Koprivnice, Koprivničko-križevačka županija. 

## O klubu
Klub je kao ŠKK Koprivnica osnovan i registriran u srpnju 1998. godine, prvo sa ženskom ekipom, a kasnije je formirana i muška ekipa.
 
 
Muška ekipa se natjecaka pretežno u 3. HKL Sjever - zona Varaždin i 2. HKL - Sjever. 2010. godine usastav "Koprivnice" ulazi muška ekipa gradskog suparnika "Podravka" koja je rasformirana, te tako zauzimaju "Podravkino" mjesto u 2. HKL - Sjever.
 
Klub redovno organizira Memorijalni turnir Darko Sirovec.

## Uspjesi
3. HKL - Sjever - zona Varaždin
- doprvak: 2018./19.

## Pregled plasmana po sezonama
| sezona     | rang lige  | liga                            | poz.       | klubova u ligi | ut         | pob        | ner        | por        | poen+      | poen-      | bod        | napomene   | izvori     |
| Koprivnica | Koprivnica | Koprivnica                      | Koprivnica | Koprivnica     | Koprivnica | Koprivnica | Koprivnica | Koprivnica | Koprivnica | Koprivnica | Koprivnica | Koprivnica | Koprivnica |
| ---------- | ---------- | ------------------------------- | ---------- | -------------- | ---------- | ---------- | ---------- | ---------- | ---------- | ---------- | ---------- | ---------- | ---------- |
| 2010./11.  | II.        | 2. HKL - Sjever                 | 7.         | 12             | 22         | 9          | 0          | 13         | 82         | 94         | 18         |            |            |
| 2011./12.  | II.        | 2. HKL - Sjever                 | 8.         | 12             | 22         | 9          | 1          | 12         | 78,5       | 97,5       | 19         |            |            |
| 2012./13.  | II.        | 2. HKL - Sjever                 | 10.        | 12             | 22         | 8          | 1          | 13         | 68,5       | 107,5      | 17         |            |            |
| 2013./14.  | II.        | 2. HKL - Sjever                 | 10.        | 12             | 22         | 8          | 0          | 14         | 69         | 107        | 16         |            |            |
| 2014./15.  | II.        | 2. HKL - Sjever                 | 11.        | 12             | 22         | 6          | 1          | 15         | 57,5       | 118,5      | 13         |            |            |
| 2015./16.  | II.        | 2. HKL - Sjever                 | 8.         | 12             | 22         | 8          | 1          | 13         | 66         | 110        | 17         |            |            |
| 2016./17.  | III.       | 2. HKL - Sjever                 | 10.        | 10             | 18         | 2          | 1          | 15         | 40         | 104        | 5          |            |            |
| 2017./18.  | IV.        | 3. HKl - Sjever - Zona Varaždin | 7.         | 12             | 22         | 10         | 0          | 12         | 89         | 87         | 20         |            |            |
| 2018./19.  | IV.        | 3. HKL - Sjever - Zona Varaždin | 2.         | 11             | 20         | 16         | 0          | 4          | 108        | 52         | 32         |            |            |
|            |            |                                 |            |                |            |            |            |            |            |            |            |            |            |
|            |            |                                 |            |                |            |            |            |            |            |            |            |            |            |

## Unutrašnje poveznice
- Športski kuglački klub Koprivnica (žene)
- Športski kuglački klub Podravka Koprivnica (muškarci)

## Vanjske poveznice
- aplikacija.kuglanje.hr, Športski kuglački klub Koprivnica  Arhivirana inačica izvorne stranice od 16. travnja 2019. (Wayback Machine)
- sportilus.com, ŠPORTSKI KUGLAČKI KLUB KOPRIVNICA KOPRIVNICA
- kuglacki-savez-kkz.hr, ŠKK Koprivnica  Arhivirana inačica izvorne stranice od 16. travnja 2019. (Wayback Machine)